# 鶴里車站
鶴里站（日语：／ Tsurusato eki */?）是位於愛知縣名古屋市南區鯛取通三丁目，為名古屋市營地下鐵櫻通線之車站。車站編號為S16。

## 車站結構
本站為1面2線島式月台之地下車站。

### 月台配置
| 月台 | 路線   | 目的地                   |
| ---- | ------ | ------------------------ |
| 1    | 櫻通線 | 德重方向                 |
| 2    | 櫻通線 | 今池、名古屋、太閤通方向 |

## 相鄰車站
名古屋市營地下鐵
 櫻通線
櫻本町（S15）－鶴里（S16）－野並（S17）

## 外部連結
- 鶴里 - 名古屋市交通局